# Buethwiller
 Buethwiller  là một xã thuộc tỉnh Haut-Rhin trong vùng Grand Est, đồng bắc Pháp. Xã này có diện tích 3,84 km², dân số năm 1999 là 280 người. Khu vực này có độ cao trung bình 279 mét trên mực nước biển.